# Schloss Mickeln

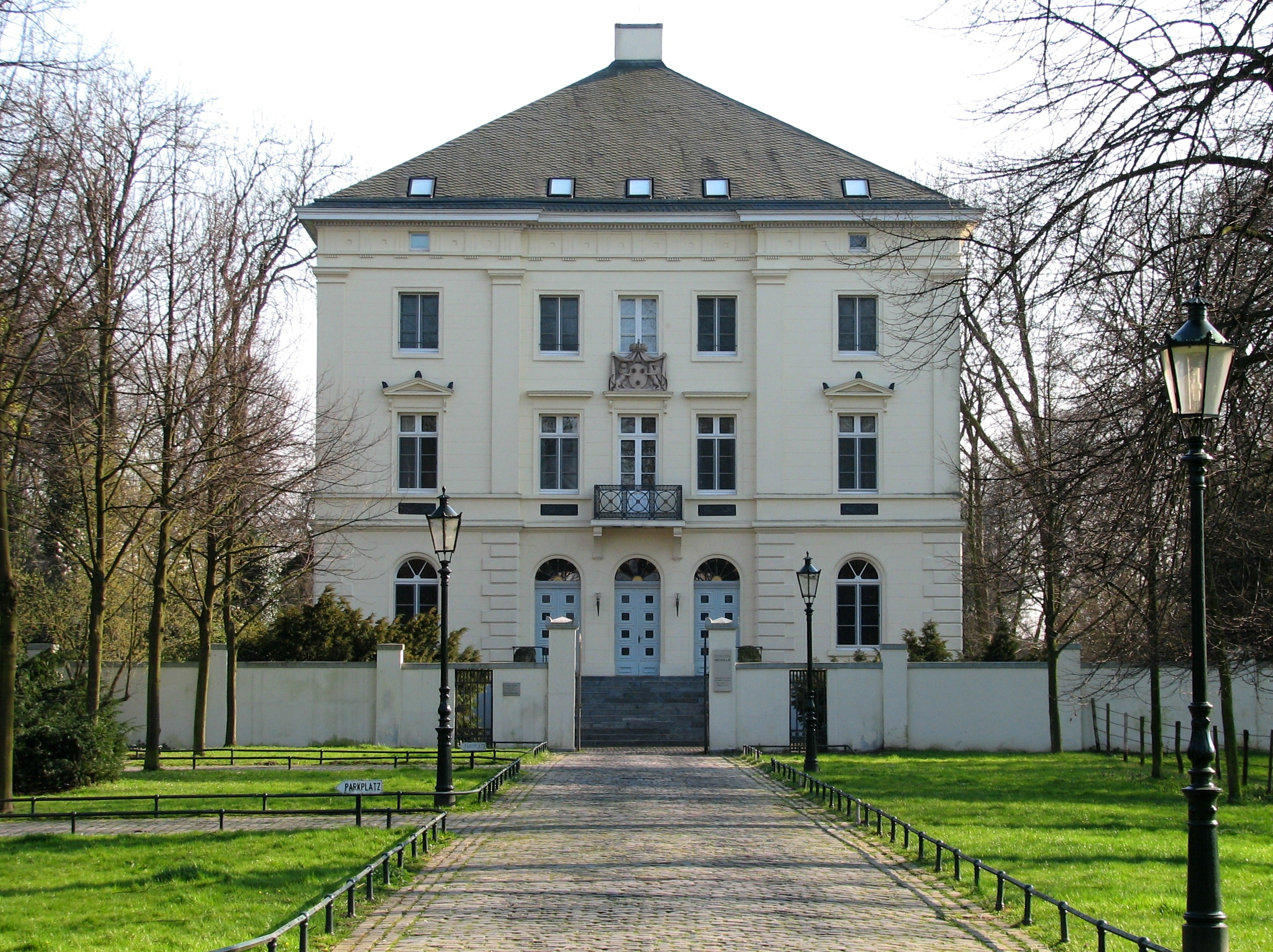
Schloss Mickeln

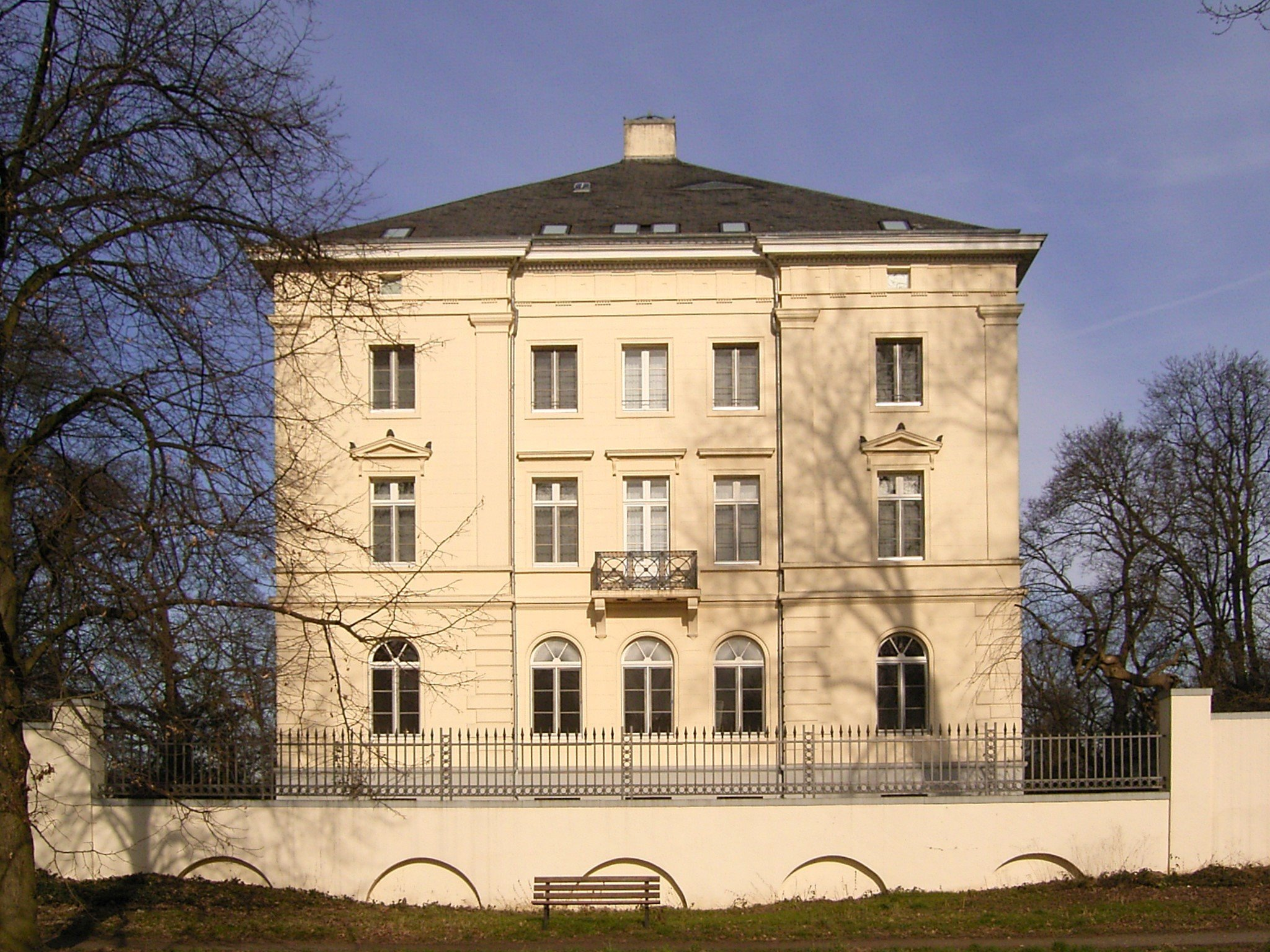
Rückansicht

Schloss Mickeln ist ein Anwesen im Düsseldorfer Stadtteil Himmelgeist. Es steht an der Stelle des 1836 abgebrannten Haus Mickeln, das auf das Jahr 1210 zurückging. Der damalige Besitzer Prosper Ludwig von Arenberg ließ das Schloss mit der Versicherungssumme vom Architekten Josef Niehaus als Sommerresidenz neu errichten. Als Vorlage dienten vor allem Stiche von Villen des Architekten Galeazzo Alessi aus dem 16. Jahrhundert.
Das Schloss bildet im Grundriss ein Quadrat mit 19,55 Meter Seitenlänge und ist von allen vier Seiten gleich gestaltet, wenn man von der Freitreppe auf der Nordseite absieht. Der Weg zum Eingangsportal ist gesäumt von Linden, ein Konzept, das noch aus dem Jahr 1843 stammt, als der angrenzende Park vom Gartenarchitekten Maximilian Friedrich Weyhe geplant wurde. Ein Teil des heutigen Baumbestandes stammt noch aus dieser Zeit, wie z. B. Platanen, Blutbuchen und zwei Libanonzedern; letztere zählen zu den Düsseldorfer Naturdenkmälern.
Seit Juni 2000 wird das Schloss von der Heinrich-Heine-Universität Düsseldorf als Tagungszentrum und Gästehaus genutzt.